# Mora station
Mora station är en trafikplats i Mora där Inlandsbanan korsar Dalabanan/Älvdalsbanan, cirka 265 kilometer från Uppsala centralstation.

## Historik
Stationen öppnades den 1 november 1891 och ligger centralt i Mora längs E45. År 2019 var endast väntsalen i byggnadens nedre del öppen för allmänheten.